# Superpuchar Rumunii w piłce nożnej
Superpuchar Rumunii w piłce nożnej (rum. Supercupa României) – trofeum przyznawane zwycięskiej drużynie meczu rozgrywanego pomiędzy aktualnym Mistrzem Rumunii oraz zdobywcą Pucharu Rumunii w danym sezonie (jeżeli ta sama drużyna wywalczyła zarówno mistrzostwo, jak i Puchar kraju - to jej przeciwnikiem zostaje wicemistrz).

## Historia
W sezonie 1994 odbył się pierwszy oficjalny mecz o Superpuchar Rumunii. Pierwszy pojedynek rozegrano 20 sierpnia 1994 roku. W tym meczu FC Steaua Bukareszt pokonała po dogrywce 1:0 klub Gloria Bystrzyca. Trofeum nie zostało przyznane w latach 1996, 1997, 2000, 2004 i 2008, ponieważ w tych sezonach jeden zespół zdobywał dublet, czyli puchar oraz mistrzostwo. Od 2010 roku Rumuński Związek Piłki Nożnej zdecydował, że o trofeum będzie można walczyć również w latach, w których drużyna zdobędzie mistrzostwo i puchar. W tym przypadku przeciwnikiem mistrza w Superpucharze będzie klub zajmujący drugie miejsce w rumuńskiej SuperLidze. Zwykle finał rozgrywany na Arenie Narodowej w Bukareszcie.

## Format
Mecz o Superpuchar Rumunii rozgrywany jest przed rozpoczęciem każdego sezonu. W przypadku remisu po upływie regulaminowego czasu gry przeprowadza się dogrywka. Jeżeli i ona nie wyłoni zwycięzcę, to od razu zarządzana jest seria rzutów karnych. 

## Zwycięzcy i finaliści
| Sezon                                         | K | K | T | Zwycięzca             | Wynik            | Finalista             | Data, miejsce                                                       | Uwagi                                              |
| Superpuchar Rumunii (rum. Supercupa României) |   |   |   |                       |                  |                       |                                                                     |                                                    |
| 1994                                          |   |   | 1 | Steaua Bukareszt      | 1:0 pd.          | Gloria Bystrzyca      | 20.08.1994, Stadionul Național, Bukareszt, 5000                     |                                                    |
| 1995                                          |   |   | 2 | Steaua Bukareszt      | 2:0              | Petrolul Ploeszti     | 5.08.1995, Stadionul Regie, Bukareszt, 10 000                       |                                                    |
| 1996                                          |   |   |   |                       |                  |                       |                                                                     | nie rozgrywano, Steaua Bukareszt wygrał dublet     |
| 1997                                          |   |   |   |                       |                  |                       |                                                                     | nie rozgrywano, Steaua Bukareszt wygrał dublet     |
| 1998                                          |   |   | 3 | Steaua Bukareszt      | 4:0              | Rapid Bukareszt       | 9.09.1998, Stadionul Național, Bukareszt, 35 000                    |                                                    |
| 1999                                          |   |   | 1 | Rapid Bukareszt       | 5:0              | Steaua Bukareszt      | 7.10.1999, Stadionul Național, Bukareszt, 6000                      |                                                    |
| 2000                                          |   |   |   |                       |                  |                       |                                                                     | nie rozgrywano, Dinamo Bukareszt wygrał dublet     |
| 2001                                          |   |   | 4 | Steaua Bukareszt      | 2:1              | Dinamo Bukareszt      | 2.03.2002, Stadionul Național, Bukareszt, 50 000                    |                                                    |
| 2002                                          |   |   | 2 | Rapid Bukareszt       | 2:1              | Dinamo Bukareszt      | 10.08.2002, Stadionul Național, Bukareszt, 10 000                   |                                                    |
| 2003                                          |   |   | 3 | Rapid Bukareszt       | 1:0 pd.          | Dinamo Bukareszt      | 2.08.2003, Stadionul Național, Bukareszt, 16 000                    |                                                    |
| 2004                                          |   |   |   |                       |                  |                       |                                                                     | nie rozgrywano, Dinamo Bukareszt wygrał dublet     |
| 2005                                          |   |   | 1 | Dinamo Bukareszt      | 3:2              | Steaua Bukareszt      | 31.07.2005, Stadionul Cotroceni, Bukareszt, 12 000                  |                                                    |
| 2006                                          |   |   | 5 | Steaua Bukareszt      | 1:0              | Rapid Bukareszt       | 22.07.2006, Stadionul Național, Bukareszt, 30 000                   |                                                    |
| 2007                                          |   |   | 4 | Rapid Bukareszt       | 1:1 pd. (k. 7:6) | Dinamo Bukareszt      | 25.07.2007, Stadionul Național, Bukareszt, 30 000                   |                                                    |
| 2008                                          |   |   |   |                       |                  |                       |                                                                     | nie rozgrywano, CFR 1907 Kluż-Napoka wygrał dublet |
| 2009                                          |   |   | 1 | CFR 1907 Kluż-Napoka  | 1:1 pd. (k. 3:2) | Unirea Urziceni       | 26.07.2009, Stadionul Giulești-Valentin Stănescu, Bukareszt, 2500   |                                                    |
| 2010                                          |   |   | 2 | CFR 1907 Kluż-Napoka  | 2:2 pd. (k. 2:0) | Unirea Urziceni       | 18.07.2010, Stadionul Dr. Constantin Rădulescu, Kluż-Napoka, 10 800 |                                                    |
| 2011                                          |   |   | 1 | Oțelul Gałacz         | 1:0              | Steaua Bukareszt      | 17.07.2011, Stadion Ceahlăul, Piatra Neamț, 13 253                  |                                                    |
| 2012                                          |   |   | 2 | FC Dinamo Bukareszt   | 2:2 pd. (k. 4:2) | CFR 1907 Kluż-Napoka  | 14.07.2012, Arena Narodowa, Bukareszt, 9960                         |                                                    |
| 2013                                          |   |   | 6 | Steaua Bukareszt      | 3:0              | Petrolul Ploeszti     | 10.07.2013, Arena Narodowa, Bukareszt, 29 459                       |                                                    |
| 2014                                          |   |   | 1 | Astra Giurgiu         | 1:1 pd. (k. 5:3) | Steaua Bukareszt      | 11.07.2014, Arena Narodowa, Bukareszt, 10 000                       |                                                    |
| 2015                                          |   |   | 1 | ASA Târgu Mureș       | 1:0              | Steaua Bukareszt      | 8.07.2015, Stadion Farul, Konstanca, 13 300                         |                                                    |
| 2016                                          |   |   | 2 | Astra Giurgiu         | 1:0              | CFR 1907 Kluż-Napoka  | 16.07.2016, Cluj Arena, Kluż-Napoka, 9980                           |                                                    |
| 2017                                          |   |   | 1 | FC Voluntari          | 1:0              | Viitorul Konstanca    | 9.07.2017, Stadion Miejski, Botoszany, 5532                         |                                                    |
| 2018                                          |   |   | 3 | CFR 1907 Kluż-Napoka  | 1:0              | Universitatea Krajowa | 14.07.2018, Stadion im. Iona Oblemenki, Krajowa, 25 852             |                                                    |
| 2019                                          |   |   | 1 | Viitorul Konstanca    | 1:0              | CFR 1907 Kluż-Napoka  | 6.07.2019, Stadionul Ilie Oană, Ploeszti, 7218                      |                                                    |
| 2020                                          |   |   | 4 | CFR 1907 Kluż-Napoka  | 0:0 pd. (k. 4:1) | FCSB                  | 15.04.2021, Stadionul Ilie Oană, Ploeszti, 0                        |                                                    |
| 2021                                          |   |   | 1 | Universitatea Krajowa | 0:0 pd. (k. 4:2) | CFR 1907 Kluż-Napoka  | 10.07.2021, Arena Narodowa, Bukareszt, 4000                         |                                                    |
| 2022                                          |   |   | 1 | Sepsi Sfântu Gheorghe | 2:1              | CFR 1907 Kluż-Napoka  | 9.07.2022, Stadionul Francisc von Neuman, Arad, 10 571              |                                                    |
| 2023                                          |   |   | 2 | Sepsi Sfântu Gheorghe | 1:0              | Farul Konstanca       | 8.07.2023, Stadionul Ilie Oană, Ploeszti, 7063                      |                                                    |
| 2024                                          |   |   | 7 | FCSB                  | 3:0              | Corvinul Hunedoara    | 04.07.2024, Stadionul Steaua, Bukareszt, 15 915                     |                                                    |

Uwagi:

- wytłuszczono i kursywą oznaczone zespoły, które w tym samym roku wywalczyły mistrzostwo i Puchar kraju (dublet),
- wytłuszczono zespoły, które zdobyły mistrzostwo kraju,
- kursywą oznaczone zespoły, które zdobyły Puchar kraju.

## Statystyka

### Klasyfikacja według klubów
W dotychczasowej historii finałów o Superpuchar Rumunii na podium oficjalnie stawało w sumie 16 drużyn. Liderem klasyfikacji jest Steaua Bukareszt (a potem FCSB, jako kontynuator), który zdobył trofeum 7 razy.
Stan na 04.07.2024. 
| Lp. | Klub                  | Zdobywca | Finalista             | Zwycięskie sezony      | Przegrane finały             |   |   |                                          |                                    |
| --- | --------------------- | -------- | --------------------- | ---------------------- | ---------------------------- | - | - | ---------------------------------------- | ---------------------------------- |
| Lp. | Klub                  | 1.       | Steaua Bukareszt/FCSB | Zwycięskie sezony      | Przegrane finały             | 7 | 6 | 1994, 1995, 1998, 2001, 2006, 2013, 2024 | 1999, 2005, 2011, 2014, 2015, 2020 |
| 2.  | CFR 1907 Kluż-Napoka  | 4        | 5                     | 2009, 2010, 2018, 2020 | 2012, 2016, 2019, 2021, 2022 |   |   |                                          |                                    |
| 3.  | Rapid Bukareszt       | 4        | 2                     | 1999, 2002, 2003, 2007 | 1998, 2006                   |   |   |                                          |                                    |
| 4.  | Dinamo Bukareszt      | 2        | 4                     | 2005, 2012             | 2001, 2002, 2003, 2007       |   |   |                                          |                                    |
| 5.  | Astra Giurgiu         | 2        | 0                     | 2014, 2016             |                              |   |   |                                          |                                    |
| 5.  | Sepsi Sfântu Gheorghe | 2        | 0                     | 2022, 2023             |                              |   |   |                                          |                                    |
| 7.  | Viitorul Konstanca    | 1        | 1                     | 2019                   | 2017                         |   |   |                                          |                                    |
| 7.  | Universitatea Krajowa | 1        | 1                     | 2021                   | 2018                         |   |   |                                          |                                    |
| 9.  | ASA Târgu Mureș       | 1        | 0                     | 2015                   |                              |   |   |                                          |                                    |
| 9.  | Oțelul Gałacz         | 1        | 0                     | 2011                   |                              |   |   |                                          |                                    |
| 9.  | FC Voluntari          | 1        | 0                     | 2017                   |                              |   |   |                                          |                                    |
| 12. | Petrolul Ploeszti     | 0        | 2                     |                        | 1995, 2013                   |   |   |                                          |                                    |
| 12. | Unirea Urziceni       | 0        | 2                     |                        | 2009, 2010                   |   |   |                                          |                                    |
| 14. | Gloria Bystrzyca      | 0        | 1                     |                        | 1994                         |   |   |                                          |                                    |
| 14. | Farul Konstanca       | 0        | 1                     |                        | 2023                         |   |   |                                          |                                    |
| 14. | Corvinul Hunedoara    | 0        | 1                     |                        | 2024                         |   |   |                                          |                                    |

### Klasyfikacja według miast
Stan na 04.07.2024.
| Miasto          | Liczba tytułów | Kluby                                  |
| --------------- | -------------- | -------------------------------------- |
| Bukareszt       | 13             | Steaua/FCSB (7), Rapid (4), Dinamo (2) |
| Kluż-Napoka     | 4              | CFR 1907 (4)                           |
| Giurgiu         | 2              | Astra (2)                              |
| Sfântu Gheorghe | 2              | Sepsi (2)                              |
| Gałacz          | 1              | Oțelul (1)                             |
| Konstanca       | 1              | Viitorul (1)                           |
| Krajowa         | 1              | Universitatea (1)                      |
| Târgu Mureș     | 1              | ASA (1)                                |
| Voluntari       | 1              | FC Voluntari (1)                       |

### Klasyfikacja według kwalifikacji
| Tytuł                    | Zwycięstw | Finałów |
| ------------------------ | --------- | ------- |
| Mistrz Rumunii           | 13        | 11      |
| Zdobywca Pucharu Rumunii | 11        | 13      |
| Wicemistrz Rumunii       | 1         | 1       |